# Buthier
El Buthier es un torrente de Italia, que discurre íntegramente por la región autónoma del Valle de Aosta. Es un corto río de montaña que tiene una longitud de 39,6 kilómetros.

## Curso
Nace de la unión de dos pequeños cursos de agua, uno en el glaciar des Grandes Murailles y otro en el glaciar Tsa de Tsan; este último segundo nacimiento se formó a finales del siglo XX con la desaparición parcial del Tsa de Tsan. Posteriormente se embalsa en el lago de Place-Moulin, y tras dicho embalse pasa por Bionaz, Oyace, Valpelline, Roisan y finalmente Aosta, donde desemboca en la margen izquierda del Dora Baltea.
Sus principales afluentes, ambos en la margen derecha, son el Buthier d'Ollomont y el Artanavaz.
El río es uno de los principales proveedores de energía para la central hidroeléctrica de Signayes y la central hidroeléctrica de Quart.
En la capital regional, cerca del Arco de Augusto, se conservan restos del puente de piedra de Aosta, puente romano que cruzaba el Buthier y que está casi completamente destruido por las inundaciones.